# Neues Fremden-Blatt
Das Neue Fremden-Blatt war eine österreichische Tageszeitung, die von 1865 bis 1876 in Wien erschien. Chefredakteure waren S. Fischer, Moriz Rix und Ferdinand Klebinder.